# Fabiano da Silva Souza
Fabiano da Silva Souza, meglio noto come Fabiano (Campo Grande, 17 febbraio 1990), è un calciatore brasiliano, difensore dell'Amazonas.

## Carriera
Ha giocato 12 partite nella prima divisione brasiliana con la maglia del Vitória; ha inoltre giocato con vari club nella seconda divisione brasiliana.

## Palmarès

### Club

#### Competizioni statali
- Campionato Sul-Mato-Grossense: 1

CENE: 2011